# Крошин (платформа)
Кро́шин (бел. Крошын; до 2014 г. Побе́да, бел. Перамо́га) — остановочный пункт в Барановичском районе Брестской области.
Железнодорожная платформа находится между остановочными пунктами Юшкевичи и платформой Ольсевичи.
Железнодорожная остановка расположена в деревне Крошин.